# Arroyo Pavón (Argentina)
El Arroyo Pavón es una corriente de agua del sur de la provincia de Santa Fe, en la Argentina.

## Recorrido
Nace al sur de la localidad de Alcorta y recibe las afluencias de varias cañadas que le aportan su caudal: por la margen derecha recibe al arroyo Rueda, y por la izquierda los arroyos Sauce, La Invernada y Cabral.
Tras recorrer unos 90 km desemboca en el río Paraná, en las cercanías de Villa Constitución; a lo largo de la mayor parte de su recorrido forma el límite entre los departamentos de Rosario y Constitución. Históricamente la desembocadura estaba mucho más cerca de Villa Constitución, ya que encontraba un fuerte obstáculo poco después de cruzar las vías del Ferrocarril General Mitre, y recorría 6,7 km paralelo al río Paraná; una crecida en el año 1966 le permitió superar el obstáculo.

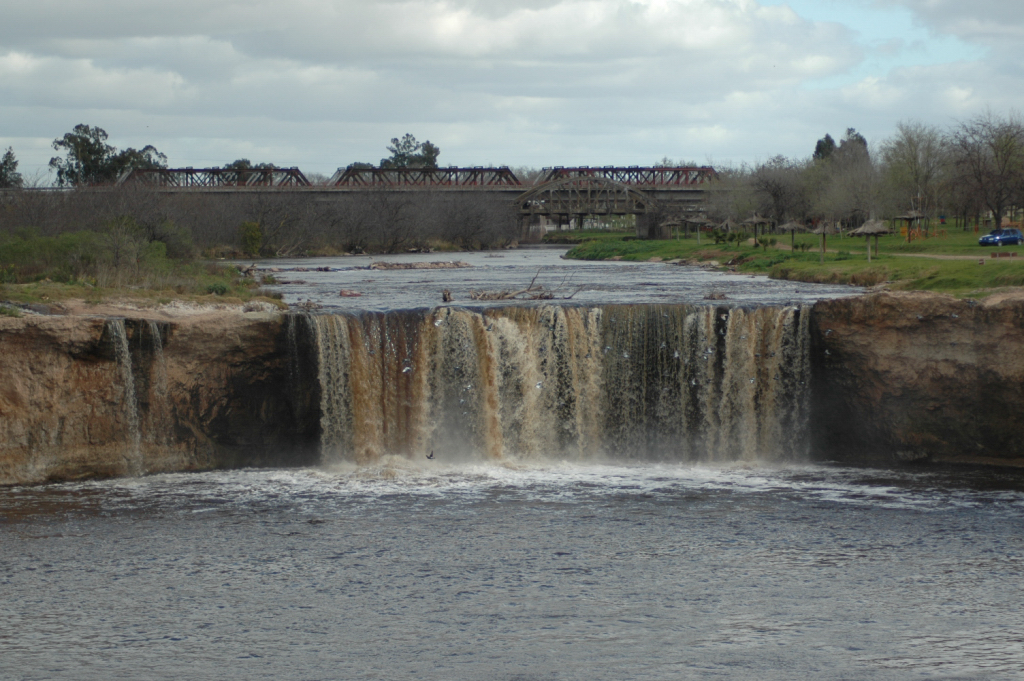
Salto del arroyo Pavón

En la actualidad desemboca directamente en el río Paraná en territorio del municipio de Fighiera donde se encuentra el salto de agua y cascada que a la vez se emplaza el Camping San Cayetano perteneciente a la localidad de Fighiera , salvando la altura por medio de un salto de varios metros.
Las crecidas de este arroyo, en períodos de lluvias extraordinarias, llevan a inundar gran cantidad de hectáreas de campos productivos, y eventualmente al corte de la Ruta Nacional 9.

## Historia
El 28 de mayo de 1814 se estableció, a la vera del arroyo, una posta de correo de la carrera del Paraguay, quedando a cargo de Julián Feles, estando a cuatro leguas de su posta anterior, San Nicolás, y a tres de la siguiente, Arroyo Seco.
Históricamente, este arroyo es importante por las dos batallas libradas en sus orillas, el combate de Pavón de 1820, en el que Estanislao López, gobernador de Santa Fe, derrotó al de Buenos Aires, Manuel Dorrego, y la batalla de Pavón del año 1861, en la que se enfrentaron Justo José de Urquiza y Bartolomé Mitre, que marcó el fin de la Confederación Argentina y el inicio de la segunda fase de la reunificación definitiva del país bajo la hegemonía porteña y liberal.
A principios del siglo XXI se decidió evacuar los excedentes de la cuenca hídrica de la laguna La Picasa, que afectan a decenas de miles de hectáreas en el sudoeste de la provincia de Santa Fe y el norte de Buenos Aires, a través de la canalización del arroyo Pavón. Las obras principales nunca se iniciaron.